# Лодз
Лодз или Лудж (на полски: Łódź; на немски: Lodsch, Лодш) е третият по големина град в Полша. Той се намира в центъра на страната и е столица на едноименното Лодзко войводство. Административно е обособен в отделен градски окръг (повят) с площ 293,25 км2. Също така е административен център на Източнолодзкия окръг, без да е част от него.

## История
Основан през 1423 г., градът попада под пруска власт под името Лодз през 1793 г. след разделянето на Полша. През 1806 г. се присъединява към Варшавското княжество, а през 1815 г. – към Полското кралство (т.нар. Конгресна Полша), което до 1917 г. е в лична уния с Руската империя.
В началото на 1800-те години градът става индустриален център и в него съжителстват представители на 3 различни култури: поляци, евреи и германци. През 1830-те Лодз започва да просперира, тъй като чрез данъчни и митнически привилегии руската царска администрация привлича чужди инвеститори. Един от тези индустриалци е Карл Вилхелм Шайблер (1820 – 1881), който основава текстилна фабрика в града. Лодз става център на текстилната промишленост в кралство Полша.
През 1918 г. Лодз става част от току-що станалата Втора полска република. По време на Втората световна война градът е присъединен към Германия и преименуван на Лицманщат по името на германския генерал Карл Лицман, който е убит, след като превзема града през Първата световна война. По време на нацистката окупация е създадено еврейско гето, което е ликвидирано през 1945 г.

## Население
Населението на града възлиза на 698 688 души (2016 г.). Гъстотата е 2472 души/км2.
Население през годините:
- 1793: 190 души
- 1806: 767
- 1830: 4300
- 1850: 15 800
- 1880: 77 600
- 1905: 343 900
- 1925: 538 600
- 1990: 850 000
- 2002: 1 055 000

## Туризъм

### Туристически атракции
- Улица „Пьотрковска“ – една от най-големите търговски улици в света с дължина 4,9 км
- Алея на звездите
- Зоопарк
- Лунапарк
- Мануфактура – търговски център, построен на мястото на стар текстилен производствен комплекс. Съхранена е атмосферата от XIX век, като са използвани и реставрирани оригиналните сгради.
- Над 30 парка, включително гората Лагевники, намираща се в пределите на града

## Известни личности
Родени в Лодз
- Мира Гинзбург (1884 – 1949), психоаналитик
- Ян Карски (1914 – 2000), офицер
- Даниел Либескинд (р. 1946), американски архитект
- Рудолф Льовенщайн (1898 – 1976), психоаналитик
- Станислав Микулски (1929 – 2014), артист
- Файга Островер (1920 – 2001), бразилска художничка
- Болеслав Пясецки (1915 – 1979), политик
- Юзеф Ротблат (1908 – 2005), физик
- Артур Рубинщайн (1887 – 1982), пианист
- Анджей Сапковски (р. 1948), писател
- Хана Сегал (1918 – 2011), психоаналитик
- Серж Силберман (1917 – 2003), филмов продуцент
- Йежи Сколимовски (р. 1938), режисьор
- Войчех Тодоров (р. 1962), оператор

Починали в Лодз
- Бронислав Камински (1899 – 1944), офицер
- Войцех Йежи Хас (1925 – 2000), режисьор

## Образование
Лодзкият университет е държавен университет, основан на 24 май 1945 г. като приемник на образователните институции в Лодз от междувоенния период – Института за учители (1921–1928), Висшето училище по социални и икономически науки (1924–1928) и филиала на Свободния полски университет (1928–1939). Днес има повече от 47 хиляди студенти и 2600 преподаватели.
Лодз е център на кинообразованието в Полша. В него е разположено Висшето държавно училище за кино, телевизия и театър „Леон Шилер“, основано на 8 март 1948 г.

## Икономика
Текстилната промишленост, която играе важна роля в развитието на Лодз, в момента губи значението си. Сред няколкото важни играчи в тази индустрия остават Redan S.A., Monnari и Zakłady Tekstyllno-Konkgowe Teofilów.
Особено важно за града става развитието на нови технологии, инфраструктура и привличането на инвеститори в три сектора. Това са центрове за бизнес услуги (BPO - Business Process Outsourcing), логистика и битова техника.
Компании като mBank имат седалище в Лодз, където също има центрове за офис услуги GE Money Bank и Infosys. Atlas Group е основана и оперира в Лодз.
В Лодз производството на домакински уреди се превърна във важен сектор. Инвестициите в тази област са извършени, наред с други, от Merloni Indesit, Bosch/Siemens и техните доставчици.
През последните години компании като Gillette (най-голямата фабрика на компанията в света се намира в Лодз), VF Corporation, ABB, Pelion Healthcare Group (известна преди като Polska Grupa Farmaceutyczna), Hutchinson, Ericpol, TP SA и Comarch също инвестират в Лодз. Accenture отвори своя център в Лодз, а Citi Handlowy - своя оперативен център. През 2007 г. американската ИТ компания Dell построи фабрика в града.
Построени са и центрове за пазаруване и отдих, като M1, Galeria Łódzka, Sukcesja и Manufaktura (с площ от 27 ха). През март 2010 г. е открит търговски център Port Łódź, чийто основен наемател е IKEA. Manufaktura и Port Łódź са сред най-големите търговски центрове в Полша.

## Спорт
- Градът е дом на футболния клуб Видзев.
- Домакин на първенствата по лека атлетика на закрито през февруари 2015 г.[5] и 2016 г.[6] Pedro's Cup с международно участие.